# Neobaculentulus izumi
Neobaculentulus izumi är en urinsektsart som först beskrevs av Imadaté 1965.  Neobaculentulus izumi ingår i släktet Neobaculentulus och familjen lönntrevfotingar. Inga underarter finns listade i Catalogue of Life.